# Temelucha tuberculata
Temelucha tuberculata är en stekelart som beskrevs av Dasch 1979. Temelucha tuberculata ingår i släktet Temelucha och familjen brokparasitsteklar. Inga underarter finns listade i Catalogue of Life.